# Государственный переворот в Парагвае (1989)
Государственный переворот в Парагвае 1989 года (исп. Golpe de Estado en Paraguay de 1989), Ночь Канделарии (исп. Noche de la Candelaria) — парагвайский военный мятеж и переворот 2—3 февраля 1989 года. Совершён группой военачальников во главе с генералом Андресом Родригесом и полковником Лино Овьедо. Сопровождался вооружённым столкновением в Асунсьоне. Привёл к свержению президента-диктатора Альфредо Стресснера, демонтажу стронистского режима и установлению демократических порядков.

## Контекст
C 1954 года президентом Парагвая был генерал Альфредо Стресснер. Сам он пришёл к власти в результате военного переворота. Почти 35-летнее правление Стресснера стало одной из самых продолжительных диктатур в истории. Крайне правый режим стронизма характеризовался непримиримым антикоммунизмом, авторитарным популизмом, сращиванием государства с теневыми сообществами и военно-полицейского аппарата c оргпреступностью. Вся полнота власти принадлежала Стресснеру и его ближайшему окружению — «Золотому квадрату», командованию вооружённых сил, полиции и спецслужб, криминальным боссам, партийному руководству Колорадо. Десятки тысяч парагвайцев подверглись репрессиям, тысячи убиты, сотни пропали без вести. В то же время стронистский период был отмечен интенсивным экономическим ростом и социальной динамикой. Парагвай рассматривался как бастион мирового антикоммунизма, один из мировых центров ВАКЛ.
Вторая половина 1980-х годов проходила под знаком социально-экономических трудностей и политической конфронтации. Замедлился экономический подъём 1960—1970-х годов, основанный на энергетической инфраструктуре и обрабатывающей промышленности. По парагвайской экономике сильно ударил латиноамериканский долговой кризис. Осложнились отношения с США, была прекращена прежняя американская помощь, отменены торговые преференции. Западноевропейские страны ввели санкции против Парагвая. Мотивировались такие действия нарушениями прав человека. В свете советской Перестройки парагвайский бастион антикоммунизма утрачивал прежнюю значимость
Правление престарелого диктатора противоречило всемирному тренду демократизации. На протяжении 1980-х годов в Латинской Америке демонтировались правые военно-диктаторские режимы. Были отстранены от власти военная хунта в Аргентине, военно-гражданская хунта в Уругвае, восстановлены конституционные порядки в Бразилии, потерпел поражение на референдуме генерал Пиночет в Чили. Стронистский режим смотрелся очевидным анахронизмом.
В Парагвае участились протестные выступления, забастовки, антиправительственные демонстрации. Оппозиционные настроения распространились и в правящей Колорадо. Фракция Tradicionalistas («Традиционалисты») выступала за отставку Стресснера и либеральные реформы. Лидером фракции являлся известный юрист Луис Мария Арганья. Идеологию формулировал видный политик Эдгар Инсфран — один из основателей стронизма, бывший руководитель стресснеровского карательного аппарата перешёл на демократические позиции.

## Раскол
В 1987 году Альфредо Стресснеру исполнилось 75 лет. Но и в преклонном возрасте он оставался человеком решительным, энергичным и расчётливым. Диктатор был способен к политическим манёврам и соглашался на некоторые уступки — например, было отменено третьвековое осадное положение. Однако он не допускал мысли об оставлении власти и кардинальных преобразованиях. Стресснер был готов к жёсткому применению насилия и рассчитывал на массовую поддержку.
Режим пользовался симпатиями многих крестьян, выигравших от аграрной реформы, функционеров госаппарата, военных и полицейских, партийных активистов, членов криминальных сообществ. Вокруг Стресснера сплотилась влиятельная верхушка. Ведущее место занимал «Золотой квадрат» — Сабино Монтанаро (МВД), Эухенио Хаке (Минюст), Адан Годой (Минздрав), Марио Абдо Бенитес-старший (личный секретарь). Видную роль играли руководители спецслужб Пастор Коронель (DIPC) и Антонио Кампос Алум (DNAT), директор национальной полиции Альсибиадес Бритес Борхес. Лоялистскую общественность представляли такие деятели, как вожак партийного ополчения Garroteros Рамон Акино.
В Колорадо образовалась фракция ортодоксальных стронистов Мilitancias («Воинствующие») — во главе с Монтанаро, Хаке, Коронелем и Акино. Они одержали победу на съезде партии 1 августа 1987. Внутрипартийная оппозиция была жёстко подавлена. «Воинствующие» взяли курс на пожизненное правление Альфредо Стресснера и последующую передачу власти его сыну — полковнику ВВС Парагвая Густаво Стресснеру.
Диктатор был совершенно уверен в поддержке генералитета. Особым его доверием пользовался генерал Андрес Родригес, командир 1-го армейского корпуса. Стресснера связывали с Родригесом не только служебно-политические, но и родственные узы: дочь генерала Марта была замужем за младшим сыном президента Гуго Альфредо. Перед выборами 1978 года обсуждался вопрос о передаче президентства Родригесу, однако Стресснер предпочёл «вновь принести себя в жертву» — остаться главой государства.
Но в конце 1980-х годов Родригес был тайным сторонником «Традиционалистов». Вокруг него сгруппировались несколько высокопоставленных военачальников — генерал Виктор Агилера Торрес, вице-адмирал Эдуардо Гонсалес Петит, полковники Оскар Диас Дельмас, Педро Консепсьон Окампос, Лоренцо Каррильо Мельо, Педро Окампос, Хорхе Мендоса, Эдуардо Альенде, Эумелио Берналь, Марино Гонсалес, Рехис Ромеро, Феликс Балмори, Марино Гонсалес, Хосе Сеговиа Болтес. Наиболее убеждённым, упорным и активным из военных противников Стресснера был полковник Лино Овьедо, командир бронетанкового полка Mongelos 1-го армейского корпуса, отличавшийся личной ненавистью к Стресснеру.
В общем и целом заговорщики стояли на «традиционалистской» позиции. Многие из них стремились сохранить основы стронизма, но все они считали, что единоличное правление Стресснера изжило себя. Его продолжение неизбежно вело к внутренним катаклизмам и внешней изоляции. Военных не устраивал диктат «Золотого квадрата», засилье тайной полиции. Некоторые президентские решения нарушали экономические интересы Родригеса, контролировавшего обмен валюты в стране. Особенное неприятие вызывал план наследования — Густаво Стресснер был известен в основном финансовыми махинациями и, в отличие от отца, не имел авторитета.
Стронизм был основательно укоренён в парагвайском обществе. Протестное движение здесь не приняло таких масштабов, как в соседних странах. Правящая группа — опять-таки, в отличие от соседей — упорно держалась за власть. Поэтому единственным путём смены власти стал военный заговор.

## Назревание
В декабре 1988 года подготовка мятежа вошла в завершающую фазу. С января 1989 года слухи о предстоящем перевороте циркулировали по Асунсьону. Органы политического сыска бдительно выявили заговор. Министр Монтанаро представил Стресснеру материалы о причастности Родригеса. Однако Стресснер отказывался в это верить и даже требовал от Монтанаро «прекратить клевету» на его родственников. Впоследствии комментаторы недоумевали: в своё время Стресснер поступил с Федерико Чавесом так же, как Родригес с ним самим — уверенность в неповторении выглядела действительно странно.
Заговорщики контактировали под кодовыми именами «Карлос» и «Виктор» с различиями в порядковых номерах. Так, генерал Родригес именовался «Карлос», генерал Агилера Торрес — «Карлос 1», генерал Окампос — «Карлос 2», полковник Овьедо — «Карлос 3», вице-адмирал Гонсалес Петит — «Карлос 7», полковник Каррильо Мельо — «Виктор 1» и т. д.. Разработанный план включал пленение Стресснера, взятие ключевых административных и военных объектов, аресты агрессивных стронистов и обращение к народу, которое немедленно создаст новую обстановку в стране.
В начале 1989 года дочь Родригеса по поручению отца предложила Стресснеру согласиться на отставку и реформы. Вновь последовал категорический отказ. Президент предупредил: отставлен может быть сам Родригес, если будет упорствовать в таких советах. В порядке одёргивания Стресснер приказал закрыть в стране все пункты обмена валюты. Это нанесло сильнейший удар по личному бизнесу Родригеса. Однако Родригес не был готов к силовым действиям и рассчитывал всё же договориться с диктатором. По слухам, полковник Овьедо даже угрожал ему гранатой, если тот не начнёт мятеж.

## Свержение
События развернулись вечером 2 февраля 1989 года. Арестовать Стресснера предполагалось в доме его внебрачной связи Наты Лехаль. Эта задача была поручена полковнику Альенде и полковнику Диасу Дельмасу («Карлос 4»). Однако захват президента не удался — охрана сумела отстреляться, в столкновении погибли несколько человек, Стресснер прорвался из окружения.
Около девяти вечера Родригес получил от Альенде и Диаса Дельмаса сообщение о провале. Возникла угроза жёсткого контрудара: Стресснер располагал верными армейскими частями, его поддерживали полиция и спецслужбы, на его стороне готовы были выступить «воинствующие» боевики. Особенную опасность для мятежников представлял асунсьонский район Чакарита и «14-я секция» Колорадо, где руководил Рамон Акино с его Garroteros. Сам Стресснер твёрдо решил сопротивляться и рассчитывал подавить мятеж. Машина подавления могла быть быстро приведена в действие.
Поначалу генерал Родригес растерялся и обратился к полковнику Овьедо. Тот с выслушал рассказ о неудаче с некоторым недоумением и немедленно отдал приказ выдвинуть танки полка Mongelos. Родригес ещё пребывал в нерешительности и спрашивал, не случится ли поражения. На это Овьедо ответил, что избежать поражения можно быстрым действием и удивился, что генерал ещё находится в кабинете. Своему полку Овьедо поставил конкретную задачу: «Захватить в плен президента республики генерала Альфредо Стресснера».
В этой ситуации Родригес ускоренно ввёл в действие план «Операция 33» (предполагавшийся к реализации ночью — «3 февраля 3 часа») — части 1-го корпуса начали занимать ключевые казармы и другие военные объекты. В большинстве случаев воинские части присоединялись без сопротивления. 1-я пехотная дивизия 2-го корпуса активно включилась в мятеж. Но большую проблему создавала гвардейская часть — Полк сопровождения президента. Не все его бойцы были убеждёнными стронистами, преданными Стресснеру, но практически все неуклонно выполняли присягу.
Полк сопровождения занял позиции в офисе главнокомандования. Туда сумели пробраться Альфредо Стресснер и Густаво Стресснер-младший с женой Марией Эухенией и сестрой Грациэлой. С ними находились министр обороны генерал Гаспар Херман Мартинес, начальник генштаба генерал Алехандро Фретес Давалос, начальник военной разведки генерал Бенито Гуанес, командир полка сопровождения генерал Франсиско Руис Диас, его заместитель полковник Педро Миерс, начальник президентской службы безопасности полковник Рамон Мартинес, генералы Альберто Йоханнсен, Сесар Махука Варгас, Бернардино Перальта Баэс и группа высших офицеров. Поддерживалась связь с центральным управлением полиции и штабом ВВС Парагвая.
В их распоряжении были несколько сотен вооружённых солдат. Стресснер-старший, не вполне представляя положение, был уверен в успехе. Стресснер-младший лучше понимал соотношение сил. Он с самого начала предложил отцу сдаться, но получил резкий отказ. На сопротивлении настаивали также генералы Фретес Давалос и Йоханнсен. Они были уверены, что необходимо лишь продержаться до утра, после чего придёт мощная помощь.
Около половины десятого вечера генерал Родригес приказал стрелять на поражение. Боестолкновения завязались в разных кварталах Асунсьона. Главными очагами стронистского сопротивления были офис главнокомандования, президентский дворец, штаб-квартира парагвайской полиции, некоторые казармы и блок-посты столичного гарнизона. С обеих сторон применялось не только стрелковое оружие, но и миномёты, танки, бронемашины. Ударной силой мятежа выступил 1-й армейский корпус и моряки парагвайских ВМС (речной флот). Оперативное командование на улицах осуществляли полковники Овьедо, Окампос, Берналь, Каррильо Мельо, вице-адмирал Гонсалес Петит. Ключевую роль играл Овьедо, возглавивший осаду и штурм офиса главнокомандования.
Мятежники стремительно устанавливали контроль над столицей, подавляя разрозненное сопротивление. Были арестованы полтора десятка высокопоставленных стронистов, среди них Абдо Бенитес-старший, Хаке, Годой, Коронель; Монтанаро успел скрыться в гондурасском посольстве. Около полуночи, после ожесточённого боя, взято полицейское управление, Бритес Борхес сдался в плен. Последний оплот Стресснера — штаб-квартира главнокомандования — окружён осаждающими мятеежниками.
В одиннадцать вечера открыт шквальный огонь по президентскому полку. Густаво Стресснер вновь просил отца сдаться: «Папа, так мы все здесь умрём!» Однако Стресснер-старший намеревался сражаться дальше. Его позиция во многом базировалась на иллюзии, будто решающая помощь поступит от генерала Родригеса. Именно его президент требовал спасать от мятежников. Более осведомлённый Густаво наконец раскрыл отцу, что именно Родригес стоит во главе мятежа. Стресснер-старший в это сначала не поверил.
После двух часов ночи Овьедо предоставил осаждённым полчаса на размышление. На контакт вышел Махука Варгас. Он переговорил с Родригесом, стараясь убедить его, что он неправ. Родригес понимал, что возможностей для компромисса не осталось, и ответил: «Когда взойдёт солнце, увидим, кто здесь неправ!» Это было недвусмысленно понято как угроза уничтожения. После разговора Махука Варгас подтвердил, что Родригес возглавляет мятеж. Убедившись в «измене родственника», Стресснер-старший оказался полностью деморализован и немедленно сдал командование.
Руководство принял Фретес Давалос и повёл с Родригесом переговоры о капитуляции. Мятежники требовали официальной отставки Стресснера. Последний массированный удар был нанесён в три часа ночи. После этого Густаво Стресснер, уже не спрашивая отца, отправил Руиса Диаса объявить о сдаче. В половину четвёртого утра 3 февраля 1989 Альфредо Стресснер написал заявление об отставке. В без четверти пять он был выведен из здания и посажен в автомобиль под конвоем Овьедо. Свергнутого диктатора вместе с сыном и дочерью доставили в штаб полка Mongelos. Автомобиль с арестованными вёл Педро Миранда, личный шофёр Стресснера. По дороге Овьедо держал в руке гранату, которую угрожал взорвать, если Миранда попытается отклониться от маршрута.
Количество жертв событий 2-3 февраля официально не оглашалось. Обычно говорится о гибели 31 человек и ранении 58 (по другим данным, погибли до 170 человек). Большинство убитых — солдаты Стресснера из полка сопровождения.

## Итоги
В полночь 3 февраля, когда в Асунсьоне ещё продолжались бои, Андрес Родригес выступил по радио. Он объявил о выступлении военных «за демократизацию Парагвая, за уважение прав человека, в защиту нашей христианской римско-католической религии».
В пять часов вечера того же дня Андрес Родригес был приведён к присяге в качестве временного президента. Он анонсировал демократические реформы, политические свободы, уважительное сотрудничество с католической церковью. В новое правительство вошли «традиционалисты» Колорадо и известные оппозиционные деятели. Свободные выборы назначались на 1 мая.
Сколько-нибудь масштабных выступлений в поддержку Стресснера не происходило. Зато в Асунсьоне состоялась 50-тысячная демонстрация в поддержку новых властей. Оправдался расчёт организаторов переворота: быстрое решение вопроса кардинально изменило обстановку. Парагвайское общество и международное сообщество в принципе поддержали свержение Стресснера.
5 февраля Альфредо Стресснер был выслан из Парагвая. Убежище ему предоставило правительство Бразилии. Вместе с ним эмигрировали жена Лихия, сыновья Густаво и Гуго Альфредо, невестка Мария Эухения, всего около тридцати родственников и ближайших сподвижников (дочь Грациэла поначалу осталась в Парагвае, затем выехала, впоследствии вернулась вместе с матерью). Стресснер-старший прожил в Бразилии семнадцать лет, несколько раз обращался с просьбой разрешить возвращение Парагвай, но получал отказ. Скончался в 2006.
На выборах 1 мая 1989 убедительную победу одержали Андрес Родригес и партия Колорадо, которую возглавлял теперь Луис Мария Арганья. Вопреки опасениям, Родригес не воспользовался избранием для установления собственной бессрочной диктатуры. Его правительство аннулировало репрессивное законодательство стронизма, полностью легализовало политическую оппозицию, закрепило гражданские и политические свободы, отменило смертную казнь. По истечении конституционного срока президентства в 1993 Родригес передал власть избранному преемнику Хуану Карлосу Васмоси.
Свержение стронистского режима парадоксальным образом предвосхитило «Осень народов» — революции 1989 года, снос Берлинской стены, падение коммунистических государств Восточной Европы.